# آرمن وایتزمن
آرمن وایتزمن (انگلیسی: Armen Weitzman؛ زادهٔ ۱۹ دسامبر ۱۹۸۳) کمدین ارمنی‌تبار اهل ایالات متحده آمریکا است.

## زندگی‌نامه
وی در ۱۹ دسامبر ۱۹۸۳ در لس آنجلس به دنیا آمد و از فارغ‌التحصیل گشت. وی همچنین برنده جوایزی همچون [[]] شد.

## گزیده فیلم‌شناسی
از فیلم‌ها یا برنامه‌های تلویزیونی که وی در آن نقش داشته‌است می‌توان به آثار زیر اشاره کرد.
- پذیرفته (فیلم) (۲۰۰۶)
- مدرسه‌ای برای مزدوران (فیلم ۲۰۰۶) (۲۰۰۶)
- سیزده یار اوشن (۲۰۰۷)
- مگر آنکه از روی جنازه‌اش رد شوی (۲۰۰۸)
- الگوها (فیلم) (۲۰۰۸)
- بدون تعهد (۲۰۱۱)
- کمدی بنگ! بنگ! (۲۰۱۳–۱۵)
- عشق (مجموعه تلویزیونی) (۲۰۱۶–۱۸)
- دره سیلیکون (مجموعه تلویزیونی) (۲۰۱۸)
- رفتار بی‌‌فایده و احمقانه (۲۰۱۸)
- معاون رئیس‌جمهور (مجموعه تلویزیونی) (۲۰۱۹)
- گلو (مجموعه تلویزیونی) (۲۰۱۹)